# Лорен Р. Грем
Лорен Р. Грем (англ. Loren R. Graham) (народився 29 червня 1933 в місті Гаймера, штат Індіана, США) — відомий американський історик науки, філософ, дослідник історії російської і радянської наук.

## Життєпис
Майже п'ятдесят років Гремдрукує праці з історії науки і викладає в університетах Індіани, Колумбійському університеті, Гарвардському університеті і Массачусетському технологічному інституті (МТІ), професором останнього він є на даний час. Грембув учасником однієї з перших програм обміну вченими між США і СРСР, в рамках якої він працював в Московському державному університеті в 1960—1961 роках. Відтоді він жив і працював у Росії десятки разів, нерідко приїжджаючи по декілька разів на рік. Окрім книг з історії науки, він написав також відому книгу про історію американських індіанців (A Face in the Rock) і книгу спогадів (Moscow Stories), де він описав свою юність в США і пригоди в Росії. Гремзавжди виступав як переконаний прихильник дотримання прав людини і розвитку міжнародного наукового співробітництва. Він був членом опікунської ради Фонду Сороса - організації, яка надавала масову матеріальну допомогу російським науковцям одразу після розвалу СРСР. Крім того, протягом багатьох років він був членом керуючої ради Програми фундаментальних дослідів і вищої освіті, яка підтримує дослідницьку і викладацьку роботу в російських університетах і фінансується Фондом Макартурів, Фондом Карнегі, Міністерством освіти та науки Російської Федерації, та іншими організаціями. Гремє також членом консультативної ради американського Фонд цивільних досліджень та розвитку, який підтримує міжнародне наукове співробітництво.
Протягом багатьох років він був членом опікунської ради Європейського університету в Санкт-Петербурзі і досі продовжує співпрацю з цим університетом. Зокрема, Гремподарував Європейському університету в Санкт-Петербурзі декілька тисяч книг зі своєї власної бібліотеки і тепер ці книги складають спеціальну колекцію, названою на його честь.

## Науковий вклад
У своїх працях з історії науки Гремпоказує вплив соціального контексту на науку, навіть на її теоретичну структуру. Наприклад, в книзі Наука і філософія в Радянському Союзі (яка була висунута на престижну літературну премію National Book Award) він розмежовує вплив марксизму на російську науку — в деяких випадках, таких як лисенківщина, він вважає цей вплив шкідливим, а в інших випадках, як у фізиці, психології та питаннях зародження життя, — корисним. У своїй недавній книзі Naming Infinity він розвиває гіпотезу про те, що релігійні єресі позитивно повпливали на ранні роботи представників Московської математичної школи. Таким чином, Гремне є прихильником певного ідеологічного погляду на науку (такого як марксизм чи релігія), але стверджує, що вчені знаходяться під впливом багатьох різноманітних життєвих цінностей і філософських поглядів. Гремвиявив, що інколи цей вплив переноситься на ту ж математику, як це показано не тільки в його дослідах щодо Московської математичної школи, але і в його статті Do Mathematical Equations Express Social Attributes? (The Mathematical Intelligencer, 2000).
Окрім творів про історію наукових теорій Гремопублікував багато праць з організації науки в Радянському Союзі та Росії, зокрема книги про перші роки Академії наук СРСР (The Soviet Academy of Sciences and the Communist Party) і про місце російської науки після розпаду СРСР (Science in the New Russia, написана у співавторстві з Іриною Дежиною).

## Наукове визнання
- В 1996 — медаль Жоржа Сартона присуджує Товариство з вивчення історії науки[en] «за вагомий внесок у вивчення історії науки»
- В 2000 — премія «Follo Award» Мічиганського історичного товариства «за внесок у вивчення історії штату Мічиган»
- Член Американського філософського товариства, Американської академії мистецтв і наук і Російської академії природничих наук.

## Основні книги Ґрема
- Moscow in May 1963: education and cybernetics (with Oliver Caldwell), Washington, 1964
- The Soviet Academy of Sciences and the Communist Party, 1927—1932, Princeton University Press, 1967
- Science and Philosophy in the Soviet Union, Alfred Knopf, 1972
- Between Science and Values, Columbia University Press, 1981
- Science in Russia and the Soviet Union: A Short History, Cambridge University Press, 1981
- Functions and uses of disciplinary histories (edited with Wolf Lepenies and Peter Weingart), Reidel, 1983
- Red Star: The First Bolshevik Utopia, by Alexander Bogdanov (edited with Richard Stites), Indiana University Press, 1984
- Science, Philosophy, and Human Behavior in the Soviet Union, Columbia University Press, 1987
- Science and the Soviet Social Order (edited), Harvard University Press, 1990
- The Ghost of the Executed Engineer, Harvard University Press, 1993
- The Face in the Rock: the tale of a Grand Island Chippewa, University of California, 1995
- What Have We Learned about Science and Technology from the Russian Experience?, Stanford University Press, 1998
- Moscow Stories, Indiana University Press, 2006
- Grand Island and its Families (with Katherine Geffine Carlson) GIA, 2007
- Science in the New Russia: Crisis, Aid, Reform (with Irina Dezhina), Indiana University Press, 2008
- Naming Infinity: A True Story of Religious Mysticism and Mathematical Creativity (with Jean-Michel Kantor), Harvard University Press, 2009